# Jean-Baptiste Moulin
Pour les articles homonymes, voir Moulin (homonymie).
Jean-Baptiste Moulin, né le 28 janvier 1754 à Caen (Calvados) et mort le 8 février 1794 à Cholet (Maine-et-Loire), est un général de brigade de la Révolution française.

## Biographie

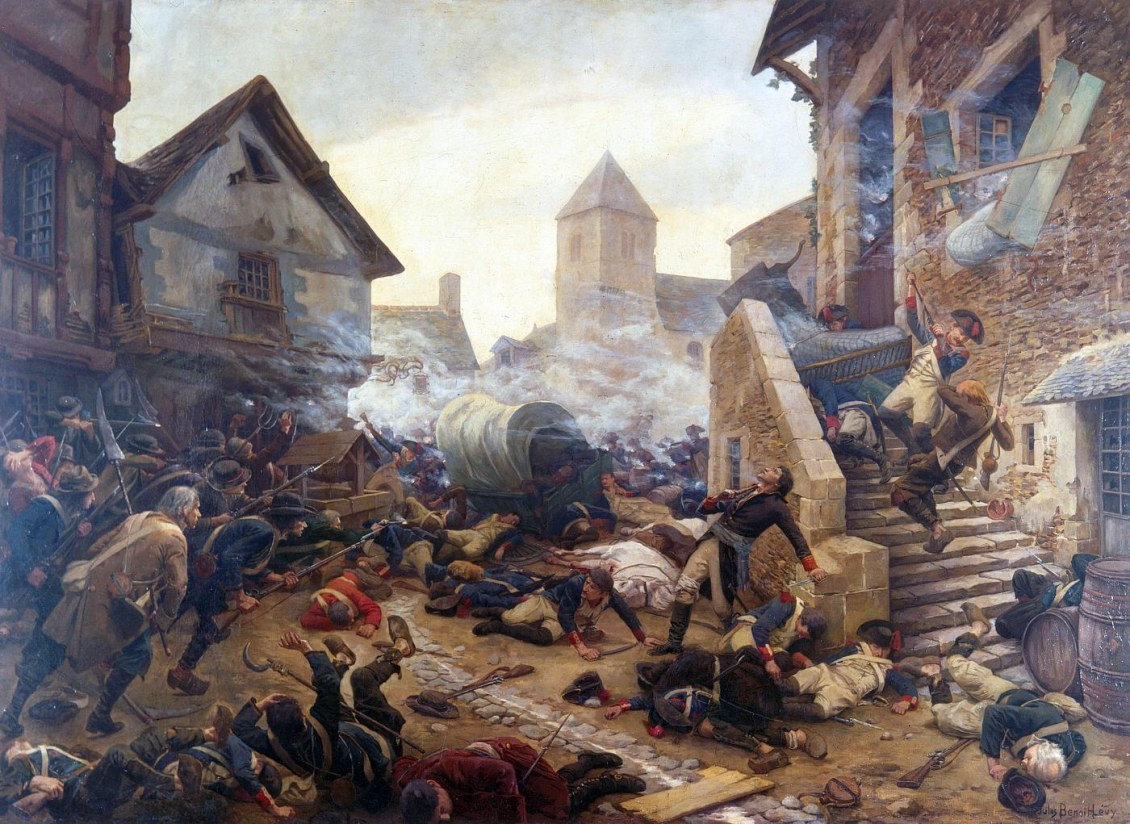
La mort du général Moulin au combat de Cholet, 1794, huile sur toile de Jules Benoit-Lévy, 1900, musée d'Art et d'Histoire de Cholet.

Frère de Jean-François Moulin, il commence son éducation chez les jésuites de sa ville natale au collège du Mont. Il s’engage fort jeune dans le régiment de Saintonge et sert six ans, de 1771 à 1777, comme simple soldat dans l’armée royale, avant de passer dans les Ponts et Chaussées.
En 1789 il entre dans la garde nationale et en 1792 il est nommé adjudant-général. En juin 1793, il demande à partir combattre en Vendée où il est aide de camp de son frère et sert dans l’armée des côtes de La Rochelle. Nommé adjudant-général après le combat de Doué le 5 août 1793 puis général de brigade le 12 novembre suivant, Louis Marie Turreau le prend comme commandant de l’une des colonnes infernales le 21 janvier 1794. Moulin se voit affecter au commandement de la 6e division, la plus petite, forte de 650 hommes. Parti des Ponts-de-Cé, il incendie Mozé-sur-Louet, Saint-Laurent-de-la-Plaine et Sainte-Christine mais épargne Rochefort-sur-Loire et Saint-Aubin-de-Luigné. Le 28 janvier 1794, à La Poitevinière, les républicains de la colonne du général Jean-Baptiste Moulin découvrent des femmes et des enfants, cachés derrière des taillis. Ils sont massacrés et le cadavre d'un enfant est promené au bout d'une pique par un soldat.
Le 29 janvier, il est à Cholet où Turreau lui donne l’ordre de se maintenir mais le 8 février Moulin et ses hommes sont attaqués par les soldats de Stofflet, au nombre de 5 000. Rapidement, c’est la débandade dans les rangs républicains et Moulin est touché par deux balles vendéennes à la suite d’un combat acharné. Grièvement blessé et entouré de toutes parts, il saisit un pistolet et se tire une balle dans la tête pour éviter d’être capturé par les Vendéens. Le récit de sa mort est laissé par le commandant Poché, dans son rapport au général Turreau : 

« Une terreur panique a saisi nos soldats et la déroute a commencé aussitôt que l'action. Menaces, prières, tout a été inutile; le brave général Moulin, obligé de suivre le mouvement, protégeait la retraite, faisant face et chargeant les rebelles avec le peu d'hommes restés autour de lui ; il a été assailli dans une rue, blessé de deux balles, et s'est achevé d'un coup de pistolet, pour ne pas tomber vivant entre leurs mains, voulant mourir libre. Ceux qui combattaient à ses côtés, et dont la majeure partie étaient des officiers, ont presque tous péri ou ont été blessés. »

Moulin est enterré par les généraux Huché et Cordellier au pied d’un arbre de la liberté. Barère propose à la Convention nationale qu’un monument lui soit construit à Tiffauges puis, après la mort de Nicolas Haxo, Barère propose également « d’élever dans le Panthéon une colonne de marbre, sur laquelle seront inscrits les noms des républicains qui auront faits des actions héroïques et d’y graver les noms de Haxo et de Moulin les premiers, avec cette inscription : Républicains, ils se donnèrent la mort pour ne pas tomber entre les mains des brigands royalistes. » Toutefois ce décret ne reçoit jamais d’exécution.

## Hommages
Une rue dédiée à Jean-Baptiste Moulin a existé à Cholet, avant 1945, jusqu'à la construction du nouvel hôtel de ville en 1976,.